# Шибаев, Владимир Анатольевич
Владимир Анатольевич Шибаев (27 ноября 1898 года, Рига, Российская империя — 6 марта 1975 года, Кардифф, Уэльс) — предприниматель, издатель, педагог. Многолетний сотрудник Н. К. Рериха, автор ряда работ рериховской тематики. Основатель Латвийского общества Рериха.

## Биография
Родился в семье рижского коммерсанта. Учился в Рижском, затем в Санкт-Петербургском коммерческом училище Петра Первого.
Учился в Петербургском политехническом институте, где за год прошел два курса механического отделения по специальности «двигатели внутреннего сгорания».
После революции работал в Лондоне в издательстве, где в 1919 году встретился с Н. К. Рерихом.
Вернулся в Ригу в 1921 году. В 1923 году основал торгово-транспортную контору «Мировая служба». С октября 1928 года по ноябрь 1939 года — секретарь Н. К. Рериха, заведующий канцелярией и секретарь Гималайского исследовательского института «Урусвати» в долине Кулу (Индия). Член Организационного Комитета III Международной конференции Пакта Рериха и Знамени Мира, один из редакторов журнала «Flamma».
С 1939 года жил в Дели, женился, редактировал журнал «Сан». В годы второй мировой войны выпускал «Бюллетень новостей о Советском Союзе». В 1946  году стал работать руководителем отделения русского языка в Делийском университете. В 1950-е годы редактировал университетские выпуски «Bulletin of the Russian Translation Service».
Летом 1959 года переехал жить в Англию, преподавал на курсах русского языка в университете Кардиффа.
Переписывался с исследователями творчества Н. К. Рериха в Советском Союзе. По просьбе биографа Рерихов П. Ф. Беликова написал «Из воспоминаний очевидца».
Скончался 6 марта 1975 года в госпитале Кардиффа.

## Краткая библиография
- Shibayev V.A. Roerich Peace Movement // Banner of Peace: Repr. from the Special Peace Section of «The Scholar Annual», 1933. — P. 7-10.
- Shibayev V.A. The Roerich Pact and Banner of Peace //1935. Reprinted from «The New Dawn». N 8.
- Shibayev V.A. Supplement (Roerich Pact signet by United States and all Latin American Governments) // Lahore. 1935
- Shibayev V.A.The Roerich Pact and Banner of Peace. Aims and history. // Lion Press, Lahore. 1935
- Шибаев В. А. Пакт Рериха по сохранению культурных ценностей человечества: Краткий исторический очерк (недоступная ссылка) // Н. К. Рерих: Сборник. — Рига, 1935. — С. 57-74.
- Шибаев В. А. Из воспоминаний очевидца // Держава Рериха.— М.: Изобразительное искусство, 1993.— С. 333—343.
- Шибаев В. А. Из воспоминаний очевидца // Рерихи. Вехи духовного пути.— М.: Сфера, 2001.— С. 525—545.